# بير نيلسن
بير نيلسن (بالدنماركية: Per Nielsen)‏ هو موسيقي دنماركي، ولد في 1 يونيو 1954.

## وصلات خارجية
- بير نيلسن على موقع ميوزك برينز (الإنجليزية)
- بير نيلسن على موقع ديسكوغز (الإنجليزية)